# Diversity Marketing
Diversity Marketing ist eine Marketingstrategie, die spezifische Teilöffentlichkeiten in den Mittelpunkt ihrer Kommunikation stellt. Besondere Bedeutung erlangt dieser Marketingansatz für die Kommunikation mit jenen Zielgruppen, die über herkömmliche Massenmedien nicht, nur eingeschränkt oder nicht in spezifischen Kontext zu ihren Interessen erreicht werden. Entsprechend den sechs Dimensionen, die auch im Diversity Management thematisiert werden (Ethnische Herkunft, Religion, Geschlecht, sexuelle Orientierung, besondere Bedürfnisse/Behinderungen sowie Alter), geht es beim Diversity Marketing darum, diese Zielgruppen entsprechend ihrer Lebenssituation, Werte, Erwartungen, ihres Glaubens und ihres Lebensstils zu erreichen und dafür geeignete Kommunikationskanäle zu nutzen. Insofern stellt Diversity Marketing den Versuch dar, den Widerspruch zwischen Massen- und Individualmarketing aufzuheben, indem Gruppen angesprochen werden, die vom Mainstream der Werbung (z. B. Fernsehwerbung) nicht erreicht werden.

## Umsetzung des Anspruchs
Seit den 1950er Jahren wird in der (US-)Marketingliteratur von der Diversity und Segmentierung der Zielgruppen gesprochen, doch erwiesen sich die Differenzierungsmöglichkeiten im Zeitalter der Massproduktion bis in die 1970er Jahre als begrenzt.
In Umsetzung von Differenzierungsstrategien des Marketings gegen Ende des letzten Jahrhunderts stand lange Zeit die große Zielgruppe der Senioren im Vordergrund. Allerdings brachte die feinere Kategorisierung der Marktsegmente oft eine klischeehafte Form der Ansprache mit sich und verstärkte das Gefühl der Unerwünschtheit bei den Zielgruppen, die gerade nicht angesprochen werden. Angesichts komplexer Marktgegebenheiten zeigte nicht nur das Massen-, sondern auch das Zielgruppenmarketing nicht mehr die erwünschte Wirkung; Zielgruppenmarketing ist zudem teuer. Wie das Massenmarketing strebt das Diversity Marketing an, den Markt vollständig abzudecken, dabei versucht es aber auf verbreitete Standardisierungen und Stereotypisierungen zu verzichten. Die Umsetzung des Anspruchs in der Markenkommunikation ist nicht einfach; oft geschieht dies in Form der Betonung von „Offenheit“ und „Vielfalt“. 
Diversity Marketing ist also mit Spezialdisziplinen wie Community Marketing  oder Ethno-Marketing verwandt, fokussiert aber nicht wie diese auf einen einzelnen Teilbereich der gesellschaftlichen Vielfalt, sondern thematisiert die Vielfalt der Marktteilnehmer (Konsumenten) als zentrale Planungsgrundlage.

## Kritik
Mary Goodyear kritisiert, dass die globale Sprache des Marketings die Beachtung von unterschiedlichen Bedürfnissen und Konsumgewohnheiten eher behindere als fördere, selbst wenn sie die Kategorie der Diversity in ihren Sprachschatz aufgenommen hat. Sie schlägt stattdessen vor, von einem Kontinuum der consumerization auszugehen, das den Grad der Marktförmigkeit der Beziehungen zwischen Konsumenten und Produzenten und die Reife der Märkte bezeichnet, wobei traditionelle Gesellschaften das eine extreme Ende des Spektrums bilden. Aus einer anderen Richtung kommt die Kritik einer Gruppe von Wissenschaftlern aus Taiwan an einer ausschließlich marketingorientierten Betrachtung der Märkte, die das tiefe Verständnis einer Kultur behindere. Das erkläre das Scheitern einiger europäischer Lebensmittelketten auf dem asiatischen Markt: Sie hätten eine viel zu oberflächliche und unzureichende Analyse der lokalen Werte und Konsumgewohnheiten durchgeführt, für deren Verständnis in die Tiefe gehende und in die Kultur eingebettete (embedded) ethnographische Langzeitbeobachtungen erforderlich seien. Frühere Erfolge auf anderen Märkten würde zur Überschätzung der Übertragbarkeit von Marketingkonzepten führen und blinde Flecken verursachen. Das gelte insbesondere bei Lebensmitteln.